# Dmitriy Trush
Dmitri Vladimirovich Trush (russe : Дмитрий Владимирович Труш), né le 8 février 1973 à Severskaïa (RSFS de Russie), est un gymnaste artistique russe.

## Palmarès

### Jeux olympiques
- Atlanta 1996
  -  médaille d'or au concours par équipes

### Championnats du monde
- Dortmund 1994
  -  médaille d'argent au concours par équipes

### Championnats d'Europe
- Copenhague 1996
  -  médaille d'or au concours par équipes